# Hrabstwo Anson
Hrabstwo Anson (ang. Anson County) – hrabstwo w stanie Karolina Północna w Stanach Zjednoczonych.

## Geografia
Według spisu z 2000 roku obszar całkowity hrabstwa obejmuje powierzchnię 537 mil2 (1390,82 km²), z czego  531 mil2 (1375,28 km²) stanowią lądy, a 6 mil2 (15,54 km²) stanowią wody. Według szacunków United States Census Bureau w roku 2012 miało 26 351 mieszkańców. Jego siedzibą administracyjną jest Wadesboro.

### Miasta
- Ansonville
- Lilesville
- McFarlan
- Morven
- Peachland
- Polkton
- Wadesboro

### Sąsiednie hrabstwa
- Hrabstwo Stanly, Karolina Północna (północ)
- Hrabstwo Richmond, Karolina Północna (wschód)
- Hrabstwo Marlboro, Karolina Południowa (południowy wschód)
- Hrabstwo Chesterfield, Karolina Południowa (południe)
- Hrabstwo Union, Karolina Północna (zachód)